# Fading City
Fading City（フェイディングシティ）は中国企業のNetEase Games Globalから配信されているサバイバルゲームである。
2022年1月7日から同月22日までAndroid/iOSでβテストを実施した。